# Associació Memòria i Història de Manresa
L'Associació Memòria i Història de Manresa és una entitat sense ànim de lucre formada per un grup d'estudiosos de la Catalunya central, dedicada sobretot a investigar l'etapa de la República, la Guerra Civil i el franquisme a la ciutat de Manresa.
Les seves recerques tenen com a objectiu la recuperació de la memòria col·lectiva i la lluita contra l'oblit, tant a través de l'estudi i divulgació de documents escrits –trobats en arxius de Manresa, l'estat espanyol i Europa-, com per mitjà d'entrevistes a testimonis, d'acord amb les tècniques de la memòria oral. Compromesa amb la funció social de la història, l'Associació adreça els seus treballs a un públic el més ampli possible -especialment centres docents-, i els difon a través de les noves tecnologies.
Molts dels treballs de l'Associació estan disponibles al portal telemàtic memoria.cat, que conté més de 20 webs i milers de documents, imatges, vídeos i informacions a l'entorn de la República, la Guerra Civil i el franquisme a Manresa. També conté alguns documents especialment significatius de la història de Catalunya descoberts en diferents arxius. A més, l'Associació ha participat en la realització de documentals, exposicions, publicacions, i ha pres part en nombroses activitats destinades a reivindicar la memòria històrica.

## Història
L'Associació es va crear el febrer del 2006 amb el nom de Grup d'Estudis per a la Recerca i Difusió de la Memòria Històrica de Manresa. Des del gener de 2009, el nom de l'entitat és Associació Memòria i Història de Manresa. Els seus membres constituents són Joaquim Aloy (actual president), Jordi Basiana, Dolors Cabot, Jorge Caballero, Laura Casaponsa, Pere Gasol i Conxita Parcerisas.

## Publicacions
- Els nostres papers a Salamanca (col·leccionable de 32 capítols publicat al diari “Regió7” de Manresa).
- Papers Catalans espoliats (Zenobita Edicions).[6]

## Exposicions
- Bombes franquistes sobre Manresa[7][8]

## Documentals
- Entre el soroll i el silenci. Els bombardeigs franquistes a Manresa (1938-39)[9]
- Viure en una dictadura. Els primers anys del franquisme a Manresa (1939-1959) (Editat per l'Ajuntament de Manresa).